# 西雅圖夜未眠
《西雅圖夜未眠》（英語：Sleepless in Seattle）是一部在1993年出品的美國電影，该片受到影片《金玉盟》启发，使用了其主题曲，并且在关键场景有《金玉盟》中經典的片段。男女主人公要在帝国大厦楼顶相见，但是女主角在路上被车撞伤。

## 剧情
山姆是一名建筑师，在妻子玛姬得癌症去世后，因難忍喪妻之痛而一蹶不振，朋友和同事都为他担心。山姆最后决定彻底改变，和儿子約拿一同迁往西雅图。一年半后的圣诞夜，約拿打電話到廣播电台正在进行中的节目，说他的聖誕節愿望是能给爸爸找一位妻子。起初山姆對約拿的舉動感到不滿，但他被電台主持人說服，娓娓道出對亡妻的思念與初識之情。这个节目被正在路上开车的安妮听到，她这个时候正在和男朋友華特热恋，兩人并准备在不久後结婚。安妮听完節目後，被山姆的故事深深打动。
安妮透過徵信社的调查知道了山姆的地址，并且来到西雅图，想见山姆一面，她瞒着華特说是去采访。但是安妮就在要碰到山姆的时候，突然看到山姆和一个女子拥抱，安妮误以为那是他的女朋友，深感失望。但其实安妮看到的是他的妹妹蘇西。即使如此，安妮心里還是一直惦记着山姆。
山姆的故事引起熱烈迴響，他也因此收到很多追求者的信件，并且开始和一个叫维多利亚的女人约会，不過約拿从一开始就不喜欢她，還坚持山姆要和其中的一个来信者安妮约会。原來安妮寫信給山姆，要和對方相約在情人节当天去帝国大厦的觀景台见面，這個主意來自於安妮和好朋友贝姬最喜欢的一部老电影《金玉盟》。後來贝姬私下將這封信寄出去，約拿收到信後，覺得安妮這個人不錯，但是山姆認為對方是個瘋女人，所以不予理會。
約拿一心想撮合山姆和安妮，他在好朋友潔西卡的幫助下，一个人坐飞机跑到纽约，在帝国大厦楼顶上一路询问，但卻始終没有见到安妮。山姆得知儿子出走后异常心急，赶往纽约寻找約拿，终于在帝国大厦楼顶找到了儿子。
这个时候安妮和華特正在纽约约会。两人坐在餐厅，窗外就是帝国大厦。原本華特感覺安妮這段時間的走心有回轉之意，但安妮終究还是忍不住说出了自己的心里话。華特表示理解，並收回了订婚戒指。这个时候安妮看到了帝国大厦外墙的灯变成了愛心形狀，她觉得这是一个預兆，她有预感山姆就在那里。於是安妮奔往帝国大厦，跑到了楼顶。而在同一時間，山姆和約拿因一直沒看到安妮出现，便准备回家，但他們發現約拿的背包還遗留在觀景台，於是又返回帝国大厦。就這樣，有情人终于相见，三个人虽初次相识，但是他們一见如故，携手而归。

## 演员
- 汤姆·汉克斯 飾 Sam Baldwin
- 梅格·莱恩 飾 Annie Reed
- 比尔·普尔曼 飾 Walter
- 罗斯·梅林格（英语：Ross Malinger） 飾 Jonah Baldwin
- 羅伯·雷納 飾 Jay Mathews
- 蘿西·歐唐納 飾 Becky
- 加比·霍夫曼（英语：Gaby Hoffmann） 飾 Jessica
- 維克多·賈博 飾 Greg
- 麗塔·威爾遜 飾 Suzy
- 芭芭拉·加里克（英语：Barbara Garrick） 飾 Victoria
- 凱莉·洛厄爾（英语：Carey Lowell） 飾 Maggie Baldwin
- 大衛·海德·皮爾斯 飾 Dennis Reed
- 达娜·艾维（英语：Dana Ivey） 飾 Claire
- 凱文·奧莫里森（英语：Kevin O'Morrison） 飾 Cliff Reed
- 卡罗琳·艾伦（英语：Caroline Aaron） 飾 Dr. Marcia Fieldstone
- 弗兰西丝·康罗伊 飾 Irene Reed
- 卡爾文·特里林（英语：Calvin Trillin） 飾 Uncle Milton
- 乐克朗切·杜兰德 飾 Barbara Reed
- 湯姆·塔米 飾 Harold Reed
- 瓦萊麗·賴特 飾 Betsy Reed

## 制作人员
- 导演: Nora Ephron
- 剧本: Jeff Arch
- 制作人: Gary Foster
- 音乐: Marc Shaiman
- 摄像: Sven Nykvist
- 编剧: Robert M. Reitano

## 奖项
- 第66届奥斯卡提名：最佳原创剧本，最佳电影歌曲（"A Wink and a Smile"）
- 第51届金球奖提名：最佳电影（音乐或喜剧类），最佳男主角和最佳女主角
- 第48届英国电影学院奖提名：最佳配乐，最佳编剧